# Inprecor

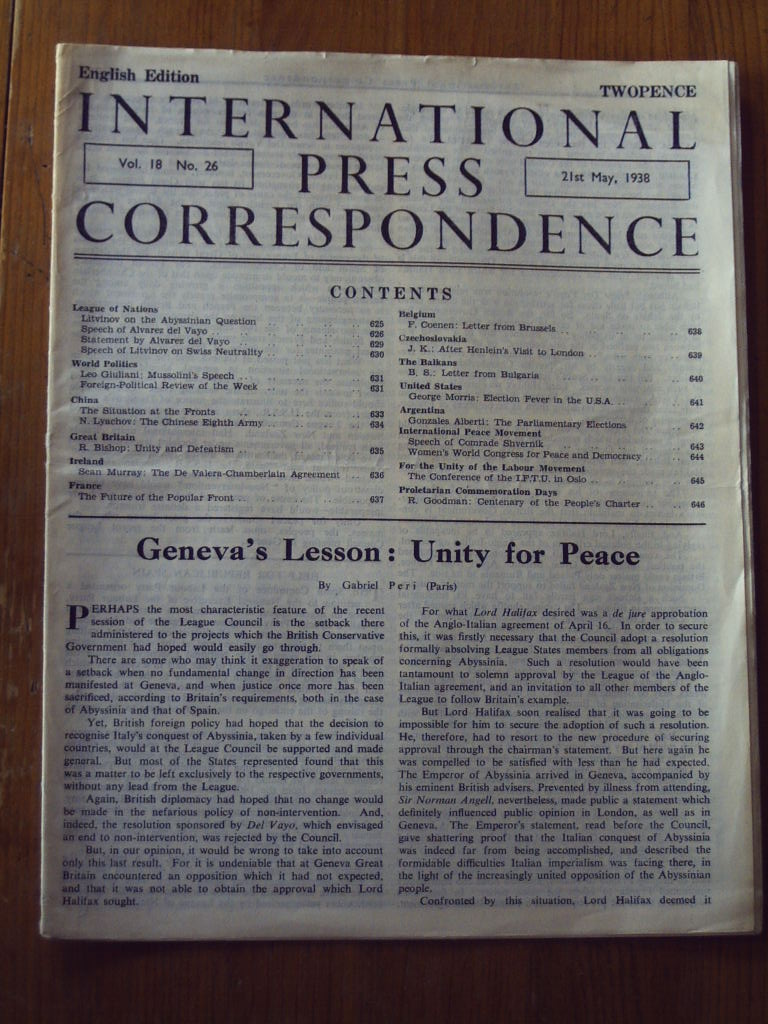
Portada de una edición inglesa de 1938

Inprecor es una revista de información y análisis político publicado mensualmente bajo responsabilidad del Consejo Ejecutivo de la IV Internacional – SU. Su nombre es la abreviatura de International Press Correspondance e indica que la revista traduce entre otras, los artículos y las cartas de los revolucionarios de todo el mundo.
Inprecor fue creada originariamente por la Tercera Internacional durante la Revolución Rusa, permitiendo a los comunistas rusos leer los documentos y teorías de sus compañeros extranjeros. La Tercera Internacional, dominada por el estalinismo, cerró Inprecor en julio de 1938, reemplazándola por Nouvelles et Points de vues du Monde. 
A principios de 1970, Ernest Mandel propuso con éxito en la IV Internacional editar una nueva Inprecor, consiguiendo que se editase en cuatro idiomas en más de 50 países: en francés y español como Inprecor, en alemán como Inprekorr y en inglés como Inprecor. Su primer ejemplar salió el 13 de junio de 1974.
En su inicio, la revista era semanal, pasando posteriormente a publicarse bimensualmente para, más tarde, volver a ser semanal. Actualmente, la revista se publica mensualmente, aunque a veces se publica cada dos meses, editando dos números en esa ocasión.
En 1979, el Secretario Unificado de la IV Internacional fusionó la edición inglesa de Inprecor con Intercontinental Press, editada por Joseph Hansen. La nueva publicación se editó en las oficinas de Nueva York del Partido Socialista de los Trabajadores de América.
Tras la muerte de Hansen, las diferencias políticas entre el SWP (Partido Socialista de los Trabajadores de América) y la Secretaría Unificada llegaron a tal punto que la dirección del SWP tomó el control de la revista, cambiando su nombre por el de Intercontinental Press.
A partir de 1982, el Secretariado Unificado publicó una revista en inglés, "International Viewpoint".